# Canouan
Canouan è un'isola del Mar dei Caraibi, nell'arcipelago delle Grenadine. Fa parte dello Stato di Saint Vincent e Grenadine e si trova a sud dell'isola capitale dell'arcipelago, Saint Vincent.

## Descrizione
L'isola abitata anticamente sin dal II secolo avanti cristo dagli Arawak, oggi conta circa 1 200 abitanti permanenti di discendenza Afro-caraibica. Ha un'estensione di circa 7,6 km², una lunghezza massima di circa 3,2 chilometri, e vive principalmente di turismo grazie alla lussureggiante natura locale ed ai suoi lussuosi resort.